# Lago Sarmiento de Gamboa
Il lago di Sarmiento de Gamboa è un lago del Cile, situato nella provincia di Última Esperanza, nella Regione di Magellano e dell'Antartide Cilena. Il lago deve il suo nome all'esploratore spagnolo Pedro Sarmiento de Gamboa. Si estende su una superficie di 90 km² e raggiunge una profondità massima di 315 m.